# Esmery-Hallon
Esmery-Hallon è un comune francese di 794 abitanti situato nel dipartimento della Somme nella regione dell'Alta Francia.

## Società

### Evoluzione demografica
Abitanti censiti